# Igor Stieczkin
Igor Jakowlewicz Stieczkin (ros. Игорь Яковлевич Стечкин, ur. 15 listopada 1922 we wsi Aleksin w obwodzie tulsim, zm. 28 listopada 2001 w Tule) – radziecki inżynier, konstruktor broni strzeleckiej. Skonstruował pistolet APS. W 1952 roku otrzymał Nagrodę Stalinowską.